# John Zerzan
John Zerzan (Salem, 10 d'agost de 1943) és un filòsof i autor anarcoprimitivista estatunidenc. Els seus treballs critiquen la civilització com inherentment opressiva i defensen el retorn a les formes de vida del caçador-recol·lector prehistòric com a inspiració per a la forma que hauria de tenir una societat lliure. Les seues crítiques s'estenen a la domesticació, el llenguatge, el pensament simbòlic (com les matemàtiques) i l'art, així com al concepte de temps.
Després d'una vida d'activisme sindical i ecològic tendí cada vegada a postures més radicals. Es va donar a conèixer el 1995 després d'una entrevista al New York Times. Això no obstant, les seues tesis han estat contradites des de l'antropologia i qualificades d'acientífiques i antihumanes.

## Biografia
Fill de pares immigrants de la regió txeca de Bohèmia, va estudiar Història en la Universitat Stanford i realitzà màster a la San Francisco State University. Posteriorment va començar una tesi doctoral a la Universitat del Sud de Califòrnia però la va deixar abans de completar-la.
Les teories de Zerzan es basen en les de Theodor Adorno respecte al concepte de «dialèctica negativa», amb elles pretén construir una teoria de la civilització com a part de la nostra alienació i pèrdua de virtuts com a éssers humans. Les reclamacions de Zerzan sobre la situació de la societats primitives es basen en una lectura particular de les obres d'antropòlegs coneguts com a Marshall Sahlins i Richard Borshay Lee.
Segons Zerzan, avui dia àdhuc podem trobar civilitzacions no alienades i organitzades d'una forma no opressiva, com és el cas dels ǃKung, boiximans i mbuti. Utilitza aquestes civilitzacions com a ideal polític, o com a exemple instructiu per a poder criticar a les societats contemporànies, en especial la industrial.
Zerzan utilitza estudis antropològics d'aquestes societats com a base per a una àmplia crítica dels aspectes de la vida moderna. Descriu la societat contemporània com un món creat sobre la producció psicològica d'escassetat i pobresa, per tant, la història de la civilització seria la història de la renúncia de les nostres virtuts i drets.
Zerzan és comunament associat amb les filosofies del primitivisme o del neoludisme, especialment amb la seua oposició a la tecnologia. Ell rebutja no només l'estat, sinó les totes aquelles institucions que ell presuposa autoritàries. El primitivisme que sosté es pot explicar com la intenció d'una societat purament caçadora-recol·lectora, sense tecnologia ni domesticació.
El treball de Zerzan té una base marcadament dualista entre el «primitiu», considerat com no-alienat, salvatge, no jeràrquic, lúdic i socialment igualitari en relació al mite del bon salvatge, i el «civilitzat», considerat alienat, domesticat, jeràrquicament organitzat i socialment discriminatori.

## Obra publicada
- When We Are Human: Notes From The Age Of Pandemics, July 2021.
- A People's History of Civilization, April 20, 2018
- Time and Time Again. Detritus Books, 2018.
- Why hope? The Stand Against Civilization. Feral House, 2015.
- Future Primitive Revisited. Feral House, May 2012.
- Origins of the 1%: The Bronze Age pamphlet. Left Bank Books, 2012.
- Origins: A John Zerzan Reader. Joint publication of FC Press and Black and Green Press, 2010.
- Twilight of the Machines. Feral House, 2008.
- Running On Emptiness. Feral House, 2002.
- Against Civilization (editor). Uncivilized Books, 1999; Expanded edition, Feral House, 2005.
- Future Primitive. Autonomedia, 1994.
- Questioning Technology (co-edited with Alice Carnes). Freedom Press, 1988; 2d edition, New Society, 1991, ISBN 978-0-900384-44-8
- Elements of Refusal. Left Bank Books, 1988; 2d edition, C.A.L. Press, 1999.

### En català
- El crepuscle de les màquines. El poble en la història de la civilització. Tarragona: Lo Diable Gros, 2020. ISBN 978-84-949556-6-2.[4]